# Russell Gilbrook
Russell Gilbrook, né le 17 mai 1964, est un musicien britannique et le dernier batteur en date du groupe Uriah Heep.
Au cours des dernières années, Gilbrook s'est établi sur la scène des tournées cliniques au Royaume-Uni. Il a soutenu des artistes tels que Greg Bissonette et il a terminé une tournée avec Liberty DeVitto. Il a travaillé en tournée avec Chris Barber et sa bande et également Alan Price, notamment sur l'album, Liberté, où Gilbrook est mentionné. Il a également remplacé Cozy Powell dans le groupe Bedlam (où il a joué avec les frères Dave et Denny Ball, en plus du chanteur Frank Aiello). Gilbrook a également joué avec Peter Bardens et il est présenté sur un de ses albums.

## Discographie

### Uriah Heep

#### Albums studio
- 2008 : Wake the Sleeper
- 2009 : Celebration
- 2011 : Into the Wild
- 2014 : Outsider
- 2015 : The Magician's Birthday Party
- 2015 : Acoustically Driven
- 2015 : Totally Driven
- 2018 : Living the Dream

#### Albums live
- 2011 : Live in Armenia
- 2015 : Live at Koko (London 2014)